# آنی قوکاسیان
آنی قوکاسیان (ارمنی: Անի Ղուկասյան؛ زادهٔ ۱۲ اوت ۱۹۹۰) بازیکن فوتبال در پست مدافع اهل ارمنستان است.

## باشگاهی
از باشگاه‌هایی که در آن بازی کرده‌است می‌توان به فورمان، ایلیچیفکا، امید، باشگاه فوتبال زنان آلاشکرت و باشگاه فوتبال زنان پیونیک اشاره کرد.

## تیم ملی
وی همچنین در تیم ملی فوتبال تیم ملی فوتبال زنان ارمنستان بازی کرده‌است. قوکاسیان نخستین بازی ملی خود در چهارچوب مقدماتی جام جهانی فوتبال زنان ۲۰۱۱ در تاریخ ۱۹ سپتامبر ۲۰۰۹ در ایروان در مقابل فنلاند انجام داده‌است.